# 126 Pułk Artylerii Przeciwpancernej
126 Pułk Artylerii Przeciwpancernej (126 pappanc) – oddział artylerii Wojska Polskiego.
Jesienią 1956 roku, korzystając z zasobów ludzkich i uzbrojenia z rozformowanych 121 pułku artylerii lekkiej i dywizjonów artylerii przeciwpancernych  2., 8. i 11 Korpusu Armijnego, sformowano w Suwałkach 126 pułk artylerii przeciwpancernej.
Wiosną 1957 roku przeformowano 126 pappanc na 80  dywizjon artylerii przeciwpancernej
W październiku 1958 roku 80 dappanc poddano kolejnej reorganizacji